# Una decisione difficile
Una decisione difficile (A Fighting Choice) è un film per la televisione del 1986, diretto da Ferdinand Fairfax. Prodotto dalla Walt Disney Television, il film è interpretato da Patrick Dempsey nel ruolo di un adolescente epilettico. È andato in onda negli Stati Uniti il 13 aprile 1986 su ABC come parte di The Disney Sunday Movie. È stato distribuito in Italia nel 1990, direct to video.